# Nowospaśke (obwód doniecki)
Nowospaśke (ukr. Новоспаське, do 2024 Petriwka, ukr. Петрівка) – osiedle na Ukrainie, w obwodzie donieckim, w rejonie bachmuckim, w hromadzie Torećk. W 2001 liczyło 1237 mieszkańców.